# Église Saint-Martial de Mouton
Pour les articles homonymes, voir église Saint-Martial.
L'église Saint-Martial est une église catholique située sur la commune de Mouton, dans le département de la Charente, en France.

## Historique
L'édifice est classé au titre des monuments historiques par arrêté du 18 août 1955.